# Lusia Harris
Lusia Mae Harris, po mężu Stewart (ur. 10 lutego 1955 w Minter City, zm. 18 stycznia 2022 w Mound Bayou) – amerykańska koszykarka, występująca na pozycji środkowej, wicemistrzyni olimpijska, członkini kilku różnych galerii sław koszykówki, po zakończeniu kariery zawodniczej trenerka koszykarska.
W trakcie całej zawodniczej kariery akademickiej zdobyła 2981 punktów (25,9) i 1662 zbiórki (14,4). Jej drużyna, Lady Statesmen, uzyskała w tym czasie bilans 109-6.
W 1977 została pierwszą i jak do tej pory jedyną koszykarką w historii, która została wybrana w drafcie do męskiej ligi NBA (z numerem 137, w siódmej rundzie naboru przez New Orleans Jazz). W 1992 została pierwszą w historii Afroamerykanką wybraną do Koszykarskiej Galerii Sław im. Jamesa Naismitha.

## Osiągnięcia
Na podstawie, o ile nie zaznaczono inaczej.

### AIAW
- Mistrzyni AIAW (1975–1977)
- MVP turnieju AIAW (1975–1977)
- Laureatka nagród:
  - Honda Sports Award for basketball (1977)
  - Broderick Cup (1977)
  - Mississippi Sportsperson of the Year (1976)
- Zaliczona do I składu All-American (1975–1977)

### Indywidualne
- Wybrana do:
  - Koszykarskiej Galerii Sław im. Jamesa Naismitha (1992)
  - galerii sław:
    - Żeńskiej Koszykówki (1999)
    - sportu:
      - Delta State Sports Hall of Fame (1983)
      - Mississippi Sports Hall of Fame (1990)

### Reprezentacja
- Mistrzyni:
  - igrzysk panamerykańskich (1975)
  - turnieju pre-olimpijskiego w Hamilton, w Kanadzie (1976)[7]
- Wicemistrzyni:
  - olimpijska (1976)[8]
  - uniwersjady (1977)
- Uczestniczka mistrzostw świata (1975 – 8. miejsce)[9]